# Liste der Monuments historiques in Doussay
Die Liste der Monuments historiques in Doussay führt die Monuments historiques in der französischen Gemeinde Doussay auf.

## Liste der Bauwerke
| Bezeichnung      | Beschreibung              | Standort               | Kennzeichnung | Schutzstatus | Datum | Bild |
| ---------------- | ------------------------- | ---------------------- | ------------- | ------------ | ----- | ---- |
| Kirche St-Martin | Erbaut im 11. Jahrhundert | Rue de l’Église (Lage) | PA00105454    | Classé       | 1984  |      |

## Liste der Objekte
- Monuments historiques (Objekte) in Doussay in der Base Palissy des französischen Kultusministeriums